# Гологірський замок
Гологі́рський за́мок — зруйнований замок біля містечка Гологори (тепер село у Золочівському районі Львівської області).
Вважався одним з найдавніших замків у Галичині, існує думка, що замок був одною з найстаріших фортифікаційних споруд на Русі. Замок слугував родинним «гніздом» родини шляхтичів Гологірських.

## Історія
Замок мав форму чотирикутника, його оточували вали і рів з водою. До замку можна було увійти лише через підйомний міст. Із замку вів таємний вихід до лісу біля села Гологірки. Під стінами замку відбувся переможний бій Богдана Хмельницького. У 1792 році власники Стаженські продали замок (вже як суцільну руїну) отцям-домініканам із Підкаменя.
У XIX столітті руїни замку частково розбирають на будівельні матеріали. За описом польського історика львів'янина О. Чоловського, ще наприкінці XIX століття тут були руїни колись добре укріпленого замку, часи заснування якого сягають XV століття. Воєнні лихоліття Першої і Другої світової воєн не залишили й сліду від цієї фортеці. Остаточно рештки замкових мурів розібрали у 1950-х роках для будівництва поряд корівників.
На гербі Гологор XVIII століття зображений замок з двома брамами.

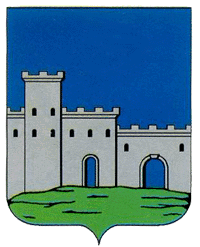
Герб міста (тепер села) Гологори (XVIII ст.)